# 哈卡斯共和國行政區劃
哈卡斯共和國行政區劃如下：
- 共和国辖市：
  - 阿巴坎（Абакан，首府）
  - 阿巴扎 (Абаза)
  - 切尔诺戈尔斯克（Черногорск）
    - 下辖市级镇：
      - 普里戈尔斯克（Пригорск）

  - 萨彦诺戈尔斯克（Саяногорск）
    - 下辖市级镇：
      - 切廖穆什基（Черёмушки）
      - 迈纳（Майна）

  - 索尔斯克（Сорск）
- 区：
  - 阿尔泰区（Алтайский）
    - 下有10村委员会

  - 阿斯基茲區（Аскизский）
    - 下辖市级镇：
      - 阿斯基兹（Аскиз）
      - 比斯卡姆扎（Бискамжа）
      - 上捷亚（Вершина Тёи）

    - 下有11村委员会

  - 別亞區（Бейский）
    - 下有9村委员会

  - 博格勒區（Боградский）
    - 下有11村委员会

  - 奥尔忠尼启则夫斯基区（Орджоникидзевский）
    - 下有8村委员会

  - 希拉區（Ширинский）
    - 下有11村委员会

  - 塔什特普區（Таштыпский）
    - 下有9村委员会

  - 烏斯季阿巴坎區（Усть-Абаканский）
    - 下辖市级镇：
      - 乌斯季阿巴坎（Усть-Абакан）

    - 下有12村委员会